# Eric Hydrén
Eric Hydrén, född 5 april 1732 i Strängnäs, död 5 september 1786, var en svensk kyrkoman och professor.

## Biografi
Eric Hydrén var son till domprosten Lars Hydrén den äldre och Regina Ljung. Han var sedan ett par år vice biblioteksamanuens, när han 1755 blev magister, blev sedan docent i historia och litteratur, 1758 amanuens vid universitetsbiblioteket, hade därefter diverse lärartjänster vid universitetet, innan han 1770 prästvigdes för tjänsten som kyrkoherde i Börje socken. 1777 blev han professor i teologi, och kyrkoherde och prost i Danmarks socken. Han blev teologie doktor 1779. 1782 var han revisor i Riksbanken (banco-revisor), och 1784 rektor för Uppsala universitet.